# Martín Rodríguez (ur. 1970)
Jorge Martín Rodríguez Alba (ur. 31 lipca 1970 w San José) – urugwajski piłkarz występujący na pozycji napastnika.

## Kariera klubowa
Rodríguez, opisywany jako zaawansowany technicznie gracz, rozpoczynał swoją karierę piłkarską w zespole San Lorenzo z siedzibą w swoim rodzinnym mieście, San José. Po występach w reprezentacji stanu i lidze regionalnej w 1991 roku przeszedł do jednego z najbardziej utytułowanych klubów na kontynencie południowoamerykańskim – CA Peñarol ze stołecznego Montevideo. Podczas pobytu w tej drużynie czterokrotnie z rzędu zdobywał mistrzostwo Urugwaju – w latach 1993–1996. W późniejszym czasie został zawodnikiem River Plate Montevideo, gdzie w sezonie 1998 wspólnie z Rubénem Sosą wywalczył tytuł króla strzelców ligi z trzynastoma bramkami na koncie.
Wiosną 1999 Rodríguez wyjechał do Meksyku, podpisując umowę ze stołecznym klubem Atlante FC. W meksykańskiej Primera División zadebiutował 28 stycznia 1999 w zremisowanym 1:1 spotkaniu z Américą, natomiast premierowego gola strzelił 21 marca tego samego roku w przegranej 2:3 konfrontacji z Leónem. Po kilku miesiącach przeszedł do CD Irapuato, w którym został czołowym strzelcem zespołu i w sezonie Invierno 2001 został najskuteczniejszym graczem ligi meksykańskiej, zdobywając dwanaście goli w osiemnastu meczach.
Udane występy Rodrígueza w Irapuato zaowocowały transferem do drużyny Tiburones Rojos de Veracruz, w której spędził dwa lata i był jej podstawowym zawodnikiem. Wiosną 2004 reprezentował barwy San Luis FC, jednak nie pomógł mu w utrzymaniu się w najwyższej klasie rozgrywkowej i po rozgrywkach 2003/2004 ekipa spadła do drugiej ligi meksykańskiej. Latem tego samego roku powrócił do ojczyzny, po raz drugi zostając zawodnikiem CA Peñarol. Po upływie pół roku zakończył profesjonalną grę w piłkę i w późniejszym czasie występował w zespołach z rodzinnego San José – San Lorenzo i Central. Grał też w lidze futsalu jako piłkarz Atlético Candelaria i pełnił funkcję drugiego trenera w klubie Rocha FC.